# Kakana Khamyok
Kakana Khamyok (thailändisch คคนะ คำยก, * 21. Mai 2004 in Pathum Thani), auch als Sea Four bekannt, ist ein thailändischer Fußballspieler.

## Karriere

### Verein
Kakana Khamyok erlernte das Fußballspielen in der Schulmannschaft des Assumption College. Über die Stadion Prime Bangkok FC wechselte er im Sommer 2022 zum Drittligisten Assumption United FC. Mit dem Verein aus der Hauptstadt Bangkok spielte er dreimal in der Western Region der Liga. Im Januar 2023 wechselte er zum Erstligisten Muangthong United. Sein Erstligadebüt für den Verein aus Pak Kret gab Kakana Khamyok am 21. Januar 2023 (16. Spieltag) im Auswärtsspiel gegen den Lampang FC. Beim 5:1-Auswärtserfolg stand er in der Startelf und wurde in der 61. Minute gegen Weerathep Pomphan ausgewechselt. Mit Muangthong stand er am 16. Juni 2024 im Finale des Thai League Cup. Hier verlor man mit 1:0 gegen den Erstligisten BG Pathum United FC. Am 24. Mai 2025 stand er mit Muangthong im Finale des FA Cups, das man mit 3:2 gegen den Meister Buriram United verlor. Nach der Saison 2024/25 wurde er zum Nachwuchsspieler des Jahres gewählt.

### Nationalmannschaft
Kakana Khamyok spielte 2019 fünfmal in der thailändischen U19-Nationalmannschaft. Mit der Mannschaft nahm er an der AFF U-19 Youth Championship in Indonesien teil. Hier belegte das Team den dritten Platz. Im gleichen Jahr spielte er mit der U20-Mannschaft in den Qualifikationsspielen zur AFC U20 Asian Cup. Bei der AFF U-23 Championship 2022 in Kambodscha stand er dreimal auf dem Spielfeld. Hier belegte man den zweiten Platz. Das Endspiel gegen Vietnam wurde mit 0:1 verloren. Sein Debüt in der thailändischen A-Nationalmannschaft gab er am 11. Oktober 2024 im King’s Cup. Bei dem 3:1-Erfolg gegen die Philippinen stand er in der Startelf und wurde in nach der Halbzeitpause gegen Suphanat Mueanta ausgewechselt. Im Endspiel am 14. Oktober 2024 im Tinsulanon Stadium in Songkhla besiegte man das Team aus Syrien mit 2:1.

## Erfolge

### Verein
Muangthong United
- Thailändischer Ligapokalfinalist: 2023/24
- Thailändischer Pokalfinalist: 2024/25

### Nationalmannschaft
Thailand
- King’s Cup: 2024

## Auszeichnungen
Thai League
- Nachwuchsspieler des Jahres 2024/25[3]